# Сосново (Красночетайський район)
Сосно́во (рос. Сосново, чув. Урикасси) — присілок у Чувашії Російської Федерації, у складі Атнарського сільського поселення Красночетайського району.
Населення — 156 осіб (2010; 205 в 2002, 296 в 1979, 446 в 1939, 420 в 1926, 325 в 1897, 238 в 1869).
Національний склад (2002):
- чуваші — 99 %

## Історія
Історична назва — Соснова. До 1835 року селяни мали статус державних, до 1863 року — удільних, займались землеробством, тваринництвом, виробництвом шерсті та одягу. 1929 року створено колгосп «Рада». До 1918 року присілок входив до складу Курмиської волості, до 1920 року — Красночетаївської волості Курмиського, до 1927 року — Ядринського повітів. З переходом на райони 1927 року — спочатку у складі Красночетайського, у період 1962–1965 років — у складі Шумерлинського, після чого знову переданий до складу Красночетайського району.

## Господарство
У присілку діють клуб 2 магазини.